# 森頼定
源頼定/森 頼定（みなもと の よりさだ/もり よりさだ）は、鎌倉時代の武将。鎌倉幕府御家人で源義家の孫にあたる若槻頼隆の次男。若槻氏、森氏の祖。『吾妻鏡』には「伊豆左衛門尉頼定」の名で登場する。

## 人物
父より相模国毛利荘を継承して森姓を称し、安嘉門院判官代などを務めた。建保2年（1214年）7月の源実朝の大慈寺供養、同年（1216年）6月の左大将拝賀による鶴岡八幡宮参詣と、承久元年（1219年）正月の右大臣拝賀による再参詣、同年7月の三寅（のちの4代将軍藤原頼経）の鎌倉下向、嘉禎3年（1237年）8月の鶴岡八幡宮参詣、同4年（1238年）2月の上洛、延應元年（1239年）8月の放生会などにおいて随兵を務める。康元2年（1257年）1月13日、79歳で死去。
子孫には織田信長の家臣である森可成、長可、成利、忠政らの他、讃岐国の豪族となった家系が派生したともいうが、忠政を祖とする近世大名の家系は仮冒とする説もある。